# Ricardo Herrera
Ricardo Andrés Herrera (né le 19 mai 1981 à Santa Marta) est un acteur colombien.

## Filmographie
| Année     | Titre                     | Rôle                    | Notes |
| --------- | ------------------------- | ----------------------- | ----- |
| 2000-2001 | Padres e Hijos            | Juan Pablo 'J.P' Mejia' |       |
| 2003-2004 | Pasión de Gavilanes       | Antonio Coronado        |       |
| 2004      | Te voy a enseñar a querer | Emilio Ríos Contreras   |       |

### Sources
- « Ricardo Herrera » (présentation), sur l'Internet Movie Database